# Trichomasthus danzigae
Trichomasthus danzigae är en stekelart som beskrevs av Trjapitzin 1978. Trichomasthus danzigae ingår i släktet Trichomasthus och familjen sköldlussteklar.
Artens utbredningsområde är Finland. Inga underarter finns listade i Catalogue of Life.